# Годинюк Олександр Олегович
Олександр Олегович Годинюк (нар. 27 січня 1970, м. Київ, СРСР) — український хокеїст, тренер. Декілька сезонів провів у найсильнішій лізі світового хокею — НХЛ.

## Спортивна кар'єра
Вихованець хокейної школи «Сокіл» (Київ). Виступав за «Сокіл» (Київ), «Ньюмаркет Сейнтс» (АХЛ), «Торонто Мейпл-Ліфс», «Солт-Лейк Голден-Іглз», «Калгарі Флеймс», «Флорида Пантерс», «Гартфорд Вейлерс», «Детройт Вайперс» (ІХЛ), «Міннесота Мус» (ІХЛ), «Спрингфілд Фалконс» (АХЛ), «Чикаго Вулвз» (АХЛ), СК «Берн», «Айсберен Берлін».
В чемпіонатах НХЛ — 223 матчі (10+39).
У складі національної збірної України учасник чемпіонату світу 1999 (3 матчі, 0+0). У складі молодіжної збірної СРСР учасник чемпіонатів світу 1989 і 1990. У складі юніорської збірної СРСР учасник чемпіонатів Європи 1987 і 1988.
Нагороди
- Найкращий захисник молодіжного чемпіонату світу (1990)

Тренерська кар'єра
- Головний тренер юніорської збірної України (з 2010, ЧС 2010 (дивізіон II), 2011 (дивізіон II)).
- Головний тренер молодіжної збірної України (з 2011, ЧС 2012 (дивізіон IIA)).
- Головний тренер «Сокіл» (Київ) (з 2011, ПХЛ).

## Статистика
| Сезон        | Клуб                    | Ліга         | Регулярний сезон | Регулярний сезон | Регулярний сезон | Регулярний сезон | Регулярний сезон | Плей-оф | Плей-оф | Плей-оф | Плей-оф | Плей-оф |
| Сезон        | Клуб                    | Ліга         | І                | Г                | П                | О                | ШХ               | І       | Г       | П       | О       | ШХ      |
| ------------ | ----------------------- | ------------ | ---------------- | ---------------- | ---------------- | ---------------- | ---------------- | ------- | ------- | ------- | ------- | ------- |
| 1986–87      | «Сокіл» (Київ)          | СРСР         | 9                | 0                | 1                | 1                | 2                | —       | —       | —       | —       | —       |
| 1986–87      | ШВСМ (Київ)             | СРСР-2       | 11               | 0                | 2                | 2                | 6                | —       | —       | —       | —       | —       |
| 1987–88      | «Сокіл» (Київ)          | СРСР         | 2                | 0                | 0                | 0                | 2                | —       | —       | —       | —       | —       |
| 1987–88      | ШВСМ (Київ)             | СРСР-2       | 22               | 4                | 2                | 6                | 20               | —       | —       | —       | —       | —       |
| 1988–89      | «Сокіл» (Київ)          | СРСР         | 30               | 3                | 3                | 6                | 12               | —       | —       | —       | —       | —       |
| 1989–90      | «Сокіл» (Київ)          | СРСР         | 37               | 3                | 2                | 5                | 31               | —       | —       | —       | —       | —       |
| 1990–91      | «Сокіл» (Київ)          | СРСР         | 19               | 3                | 1                | 4                | 20               | —       | —       | —       | —       | —       |
| 1990–91      | «Торонто Мейпл-Ліфс»    | НХЛ          | 18               | 0                | 3                | 3                | 16               | —       | —       | —       | —       | —       |
| 1990–91      | «Ньюмаркет Сейнтс»      | АХЛ          | 11               | 0                | 1                | 1                | 29               | —       | —       | —       | —       | —       |
| 1991–92      | «Торонто Мейпл-Ліфс»    | НХЛ          | 31               | 3                | 6                | 9                | 59               | —       | —       | —       | —       | —       |
| 1991–92      | «Калгарі Флеймс»        | НХЛ          | 6                | 0                | 1                | 1                | 4                | —       | —       | —       | —       | —       |
| 1991–92      | «Солт-Лейк Голден-Іглз» | ІХЛ          | 17               | 2                | 1                | 3                | 24               | —       | —       | —       | —       | —       |
| 1992–93      | «Калгарі Флеймс»        | НХЛ          | 27               | 3                | 4                | 7                | 19               | —       | —       | —       | —       | —       |
| 1993–94      | «Флорида Пантерс»       | НХЛ          | 26               | 0                | 10               | 10               | 35               | —       | —       | —       | —       | —       |
| 1993–94      | «Гартфорд Вейлерс»      | НХЛ          | 43               | 3                | 9                | 12               | 40               | —       | —       | —       | —       | —       |
| 1994–95      | «Гартфорд Вейлерс»      | НХЛ          | 14               | 0                | 0                | 0                | 8                | —       | —       | —       | —       | —       |
| 1995–96      | «Гартфорд Вейлерс»      | НХЛ          | 3                | 0                | 0                | 0                | 2                | —       | —       | —       | —       | —       |
| 1995–96      | «Спрингфілд Фалконс»    | АХЛ          | 14               | 1                | 3                | 4                | 19               | —       | —       | —       | —       | —       |
| 1995–96      | «Детройт Вайперс»       | ІХЛ          | 7                | 0                | 3                | 3                | 12               | —       | —       | —       | —       | —       |
| 1995–96      | «Міннесота Мус»         | ІХЛ          | 45               | 9                | 17               | 26               | 81               | —       | —       | —       | —       | —       |
| 1996–97      | «Гартфорд Вейлерс»      | НХЛ          | 55               | 1                | 6                | 7                | 41               | —       | —       | —       | —       | —       |
| 1997–98      | «Чикаго Вулвс»          | ІХЛ          | 50               | 5                | 11               | 16               | 85               | 1       | 0       | 0       | 0       | 0       |
| 1998–99      | «Берн»                  | НЛА          | 43               | 9                | 16               | 25               | 20               | 5       | 1       | 0       | 1       | 2       |
| 1999–00      | «Айсберен Берлін»       | ДХЛ          | 48               | 6                | 19               | 25               | 42               | —       | —       | —       | —       | —       |
| 2000–01      | «Айсберен Берлін»       | ДХЛ          | 36               | 5                | 6                | 11               | 12               | —       | —       | —       | —       | —       |
| Усього в НХЛ | Усього в НХЛ            | Усього в НХЛ | 223              | 10               | 39               | 49               | 224              | —       | —       | —       | —       | —       |

## Цікаві факти
У підлітковому віці зіграв одну з головних ролей у фільмі Кіностудії ім. О. Довженка "Трійка", що розповідає про життя гравців юнацької хокейної команди.